# Antoni (imię)
Antoniⓘ – imię męskie pochodzenia łacińskiego. Pochodzi od Antonii (Antoniuszów), znaczącego rodu w starożytnym Rzymie. Wśród imion nadawanych nowo narodzonym dzieciom, Antoni w 2017, 2018, 2019, 2020, 2021 r. zajmował 1. miejsce w grupie imion męskich. W całej populacji Polaków Antoni zajmował w 2017 r. 51. miejsce (130 174 nadań).
Antoni imieniny obchodzi 9 stycznia, 12 stycznia, 17 stycznia, 6 lutego, 1 marca, 8 marca, 16 marca, 28 marca, 3 kwietnia, 10 kwietnia, 2 maja, 10 maja, 7 czerwca, 12 czerwca, 13 czerwca, 5 lipca, 7 lipca, 10 lipca, 25 lipca, 28 lipca, 3 września, 10 września, 23 września, 30 września, 2 października, 24 października, 31 października, 7 listopada, 1 grudnia, 13 grudnia, 15 grudnia i 28 grudnia.
Żeńska forma: Antonia

## Inne języki
- język angielski – Anthony, Tony
- język baskijski – Andoni
- język bułgarski – Антон (Anton)
- język czeski – Anton, Antal
- esperanto – Antono[8]
- język francuski – Antoine
- język grecki – Αντώνης, Αντώνιος
- język hiszpański – Antonio
- język irlandzki – Antóin
- język kataloński – Antoni
- język litewski – Antanas
- język łaciński – Antonius
- język łotewski – Antons
- język niderlandzki – Anton, Antonie
- język niemiecki – Antonius, Anton
- język portugalski – Antônio
- język rosyjski – Антоний (Antonij), Антон (Anton), Антоней, Онтоний, Онтон[9]
- język rumuński – Anton
- język szwedzki – Anton
- język węgierski – Antal
- język włoski – Antonio

## Osoby noszące imię Antoni
- święci:
  - Antoni z Antiochii – święty katolicki i prawosławny
  - Antoni z Padwy – święty katolicki
  - Antoni z Weert – święty katolicki
  - Antoni Wielki – święty katolicki i prawosławny
  - Antoni Maria Zaccaria – święty katolicki

- Antoni (1966–2021) – biskup Ukraińskiego Kościoła Prawosławnego Patriarchatu Kijowskiego, następnie Kościoła Prawosławnego Ukrainy
- Antoni (1887–1952) – duchowny Rosyjskiego Kościoła Prawosławnego, następnie Polskiego Autokefalicznego Kościoła Prawosławnego
- Antoni (1926–2005) – rumuński biskup prawosławny

- Antoine Arnauld (1612–1694) – francuski teolog
- Anthony Ashley-Cooper – angielski arystokrata i polityk
- Anton Babikow – rosyjski biathlonista
- Antonio Banderas – aktor
- Antoni Berezowski – powstaniec styczniowy, autor nieudanego zamachu na cara Aleksandra II
- Tony Blair – premier Wielkiej Brytanii w latach 1997–2007
- Antoni Bohdziewicz – reżyser i scenarzysta
- Antoni Brodowski – polski malarz
- Antonio de Cabezón (1510 a. 1500 – 1566) – hiszpański kompozytor i organista renesansowy
- Antonio Canova – włoski rzeźbiarz, malarz i architekt
- Antonio Cassano – włoski piłkarz
- Antoni Chodorowski – polski grafik karykaturzysta
- Antoni Chruściel – polski generał
- Antoine Clamaran – francuski DJ i producent muzyczny
- Antoni Cwojdziński – polski komediopisarz, aktor i reżyser teatralny
- Anton Czechow – rosyjski pisarz
- Antoni Czubiński – polski historyk
- Anton Denikin – rosyjski generał
- Antoni Długosz – pomocniczy biskup częstochowski
- Antoni Doroszewski – polski chemik
- Anton Durcovici – Sługa Boży Kościoła katolickiego
- Antoon van Dyck – flamandzki malarz barokowy
- Antoni Pacyfik Dydycz – polski duchowny katolicki
- Antoni Gaudí – kataloński architekt i inżynier
- Antoni Giza – polski historyk i bałkanista
- Antoni Gołubiew – polski pisarz i publicysta katolicki
- Antoni Gorecki – polski poeta
- Antonio Gramsci – włoski działacz komunistyczny i filozof
- Antoine Griezmann – francuski piłkarz
- Antoni Gucwiński – wieloletni dyrektor Ogrodu Zoologicznego we Wrocławiu
- Anthony Hopkins – brytyjski aktor
- Antoni Jasiński – polski generał
- Anton Jugow – bułgarski działacz komunistyczny
- Antoni Kępiński – polski psychiatra
- Anthony Kiedis – lider zespołu Red Hot Chili Peppers
- Antoine Konrad – szwajcarski DJ i producent muzyczny
- Antoni Kowalski – polski malarz
- Antoni Krauze – polski reżyser filmowy
- Antoni Kroh – polski pisarz
- Antoni Królikowski – polski aktor
- Anton Szandor LaVey – założyciel Kościoła Szatana
- Antoni Macierewicz – polski polityk
- Anthony Martinez − belizeński polityk
- Antoni Mikołaj Matakiewicz – polski naukowiec, prawnik i filozof
- Antoni Mężydło – polski polityk
- Antoni Julian Nowowiejski – błogosławiony Kościoła katolickiego, biskup płocki
- Antonio de Oliveira Filho – brazylijski piłkarz
- Antoni Pawlak – polski poeta
- Antoni Pawlicki – polski aktor
- Antoni Pieczerski – święty katolicki i prawosławny
- Antoni Piechniczek – polski trener piłkarski i senator
- Tone Pretnar – słoweński poeta i tłumacz literatury polskiej
- Antoni Pustelnik – mnich, święty Kościoła katolickiego i Kościołów wschodnich
- Antoni Radziwiłł – polski arystokrata
- Antoni Remiszewski – polski polityk, wojewoda lubelski
- Antoni Rząsa – polski rzeźbiarz
- Antoine de Saint-Exupéry – francuski lotnik i poeta
- Antonio Salieri – włoski kompozytor
- Antoni Słonimski – polski pisarz
- Antoni Sosnowski – polski polityk
- Antoni Stawarz – polski wojskowy, organizator oswobodzenia Krakowa w 1918
- Anthony Storr – angielski psychiatra, psychoanalityk, pisarz
- Antonio Stradivari – włoski lutnik
- Antoni Sygietyński – polski krytyk literacki, muzyczny i teatralny, powieściopisarz
- Antoni Szylling – polski generał
- Anton Szypulin – rosyjski biathlonista
- Antoni Szandlerowski – polski duchowny katolicki
- Antonio Vivaldi – włoski kompozytor barokowy
- Antoni Wit – polski dyrygent
- Andoni Zubizarreta – hiszpański bramkarz
- Krzysztof Antoni Szembek – arcybiskup i prymas Polski